# Mariä Heimsuchung (Hirschfeld)

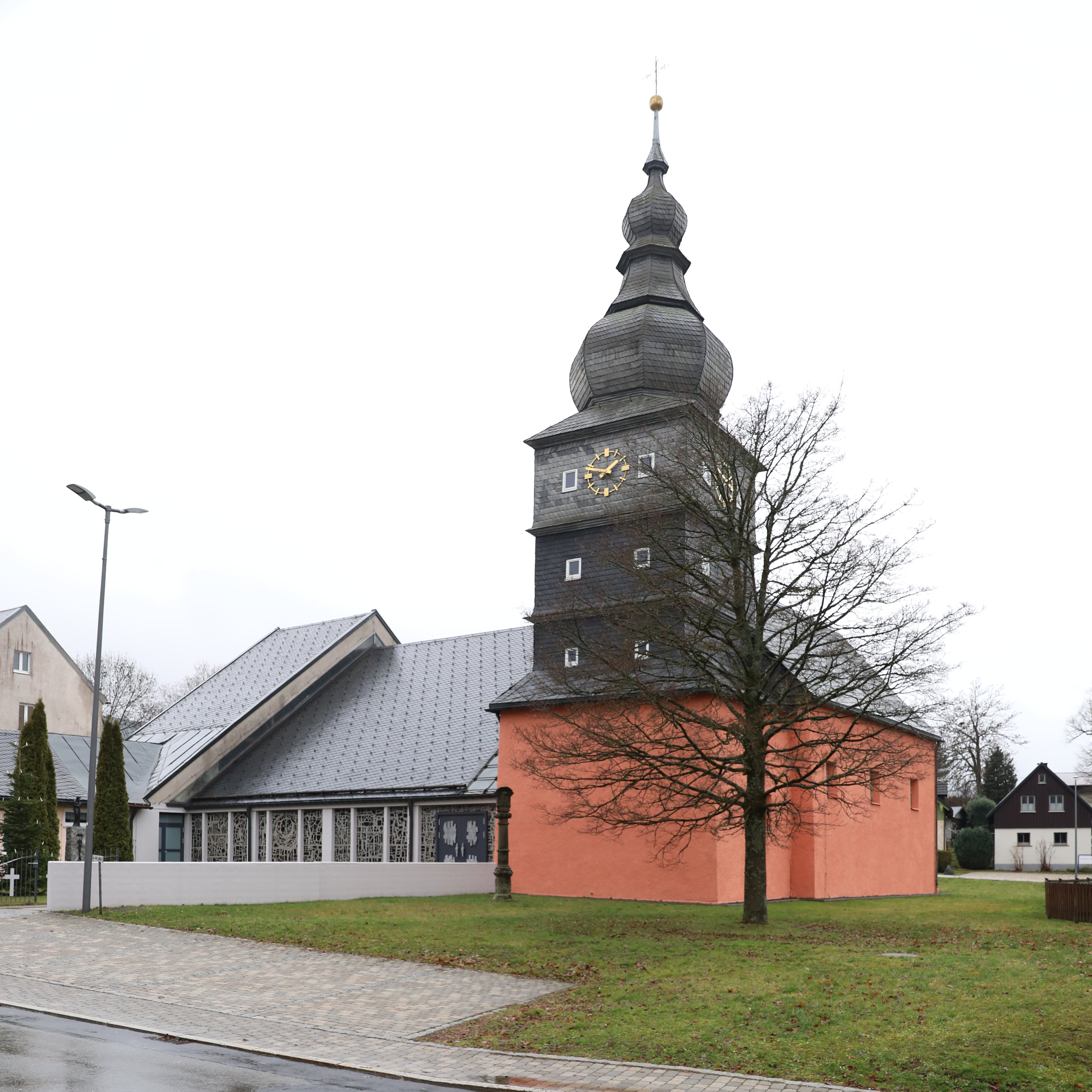
Mariä Heimsuchung in Hirschfeld

Die römisch-katholische Kirche Mariä Heimsuchung steht in Hirschfeld, einem Gemeindeteil von Steinbach am Wald im oberfränkischen Landkreis Kronach in Bayern. Das denkmalgeschützte Bauwerk ist eine ehemalige Chorturmkirche, die im Kern aus dem späten Mittelalter stammt und in den 1960er Jahren erweitert wurde. Es ist eine Filialkirche der Pfarrei Windheim im Seelsorgebereich Frankenwald im Dekanat Kronach des Erzbistums Bamberg.

## Beschreibung
Die Kirche hat einen Kern aus dem 14. Jahrhundert und wurde im 17. und 18. Jahrhundert umgebaut. Sie besteht aus einem Langhaus und einem eingezogenen Chorturm im Osten, der 1767 aufgestockt und mit einer welschen Haube bedeckt wurde. Im Sockelgeschoss des Chorturms steht ein 1753/54 gebauter Hochaltar.
Das historische, geostete Kirchenschiff wurde 1966/67 nach Plänen der Architekten Hans Karl Völker und Günter Förster unter Drehung der Altarrichtung durch einen südlichen Anbau  erweitert. Den Innenraum gestaltete der Forchheimer Künstler Henry Walz. Walz schuf auch die vier Aluminiumgussplatten, die an den Portaltüren befestigt sind und mit kubisch zerrissenen Silhouetten die Evangelisten zum Thema haben. Die Betonglasfenster stammen vom Lichtenfelser Künstler Hubert Weber. Die neue Kirche weihte am 30. September 1967 der Bamberger Weihbischof Martin Wiesend.
Bei dem historischen Kirchenteil wurden die drei großen Spitzbogenfenster in der Nordwand durch kleine, hochgesetzte, quadratische, mit Betonglas gefüllte Fenster ersetzt. An Stelle der früheren Südwand mit  einem spitzbogigen Portal und zwei Fenstern entstand eine große Wandöffnung zum Neubau. Die beiden Spitzbogenfenster in der westlichen Giebelwand wurden zugemauert.